# Сарколь (озеро)
Сарколь (каз. Сарыкөл) — солёное озеро в Фёдоровском районе Костанайской области Казахстана. Находится в 4 км к северо-западу от села Малороссийка, ранее совхоз Украинский.
По данным топографической съёмки 1944 года, площадь поверхности озера составляет 2,75 км². Наибольшая длина озера — 2,3 км, наибольшая ширина — 1,5 км. Длина береговой линии составляет 6,2 км, развитие береговой линии — 1,03. Озеро расположено на высоте 208,7 м над уровнем моря (по другим данным - 209,9 м).